# Francesco Vinea
Francesco Vinea (* 10. August 1845 in Forlì; † 22. Oktober 1902 in Florenz) war ein italienischer Genremaler.

## Leben
Vinea stammte aus der Romagna und ließ sich zunächst von Jean Louis Ernest Meissonier an der Akademie in Florenz ausbilden. Aufgrund seiner Armut musst er das Studium abbrechen. Er zog umher, hielt sich für einige Zeit in Mailand auf, und versuchte sich durch Gelegenheitsarbeiten etwas Geld zu verdienen. So war er als Helfer für einen Fotografen tätig oder arbeitete als Illustrator für Zeitungen. Schließlich kehrte er mit dem ersparten Geld nach Florenz zurück, um seine Ausbildung in der Malerei fortzusetzen. Professor Enrico Pollastrini (1817–1876), der ihn wie einen Sohn bei sich aufnahm, wurde Vineas Lehrmeister. Die akademischen Studien hatten jedoch keinen Einfluss Vinea, der eine völlig andere Richtung einschlug, als sein Pollastrini sie lehrte. Er ließ seiner Fantasie freien Lauf und wollte sich weder der Historienmalerei noch dramatischen Szenen widmen. Stattdessen hatte er ein Talent für das Genre und die Anmut von Zeichnung und Farbe. Bereits für seine ersten Interieurs bekam er hohe Preise. Liebhaber und Händler aus Paris oder London überboten sich mit ihren Preisen und erteilten ihm neue Aufträge. Das verdiente Geld investierte in eine Sammlung von Kunstwerken. In seinem Atelier Viale Principe Eugenio lagerten bald kostbare Wandteppiche, Musikinstrumente, Möbel, Töpferwaren, Geschirr, Keramik, Kristall, Schnitzereien, Waffen oder Bronzen. Seine Sammlung umfasste antike und moderne Objekte, die er in diesem Saal unter eine Temperadecke platzierte, die mit olympischen Figuren, eine Allegorie der schönen Künste abbildete. Später wurde er selbst Professor der Malerei an der Akademie in Florenz.
Vinea malte zumeist Genrebilder mit Figuren in Kostümen des 17. und 18. Jahrhunderts in der Art Marià Fortunys, welche ebenso sehr durch glänzende, bunte, wie Edelsteine leuchtende Färbung und durch Lebendigkeit der Darstellung, Schärfe der Charakteristik und kecken Humor ausgezeichnet sind. Oftmals stellte er junge Frauen dar, malte aber auch Tiere als Begleiter der Personen oder Landschaftsbilder. Gelegentlich malte er auch Einzelfiguren aus dem modernen Volksleben mit geistreichem, schummerigem Kolorit. In Florenz wohnte er in der Piazza Donatello 10. Viele seiner in zahlreichen Ausstellungen gezeigten Werke wurden bei Auktionen versteigert und befanden sich im Privatbesitz oder kamen in Museen, beispielsweise in das Brooklyn Museum, das Kunstmuseum in Florenz oder das Mailänder Museum. Vinea beschickte regelmäßig den Pariser Salon und Galerien in ganz Italien mit seinen Bildern. In den 1870er und 1880er Jahren waren seine Werke auch in der Royal Academy in London zu sehen. Er war Präsident des Florentiner Künstlerkreis italienisch circolo artistico fiorentino und signierte seine Werke teilweise mit F. Vinea. Bei der Kunstausstellung im Jahr 1886 in Berlin erhielt er eine goldene Medaille. Im Jahr 1920 veranstaltete die Galleria Geri-Boralevi in Venedig und 1980 die Galleria d’Arte in Rom eine Ausstellung seiner Werke.

## Werke (Auswahl)
- Nach der Toilette
- Der Maler
- Die Liebeserklärung im Keller
- Das Blumenmädchen

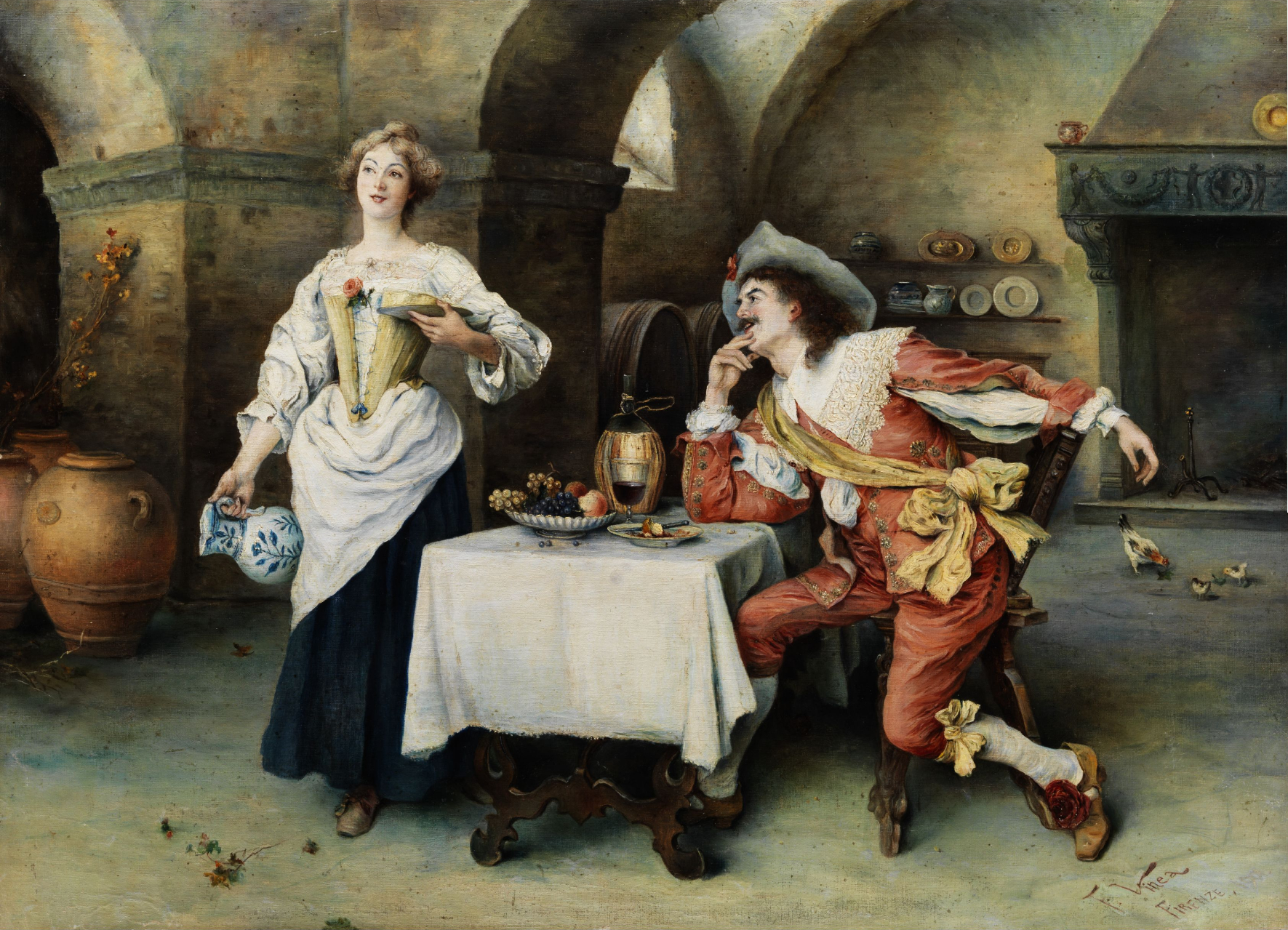
Der höfische Gast im Weinkeller

- Die Plauderei (1886 mit einer goldenen Medaille prämiert)[3]
- Ein Hoch der Schönsten
- In der Osteria
- Der Windstoss
- Eifersucht
- Der Bischof

Ehemals im Besitz des Kunsthändlers Eduard Gustav Honrath
- 1884: Faustina (Profilbrustbild eines Mädchens mit weißer Haube)
- 1893: Voti ad amore
- Ihr Liebling (Junge Frau, die einen Vogel im Käfig freundlich anblickt)
- Landschaftstudie